# Zygomyia kiddi
Zygomyia kiddi är en tvåvingeart som beskrevs av Chandler 1991. Zygomyia kiddi ingår i släktet Zygomyia och familjen svampmyggor. Arten är reproducerande i Sverige. Inga underarter finns listade i Catalogue of Life.